# Temporale eruttivo

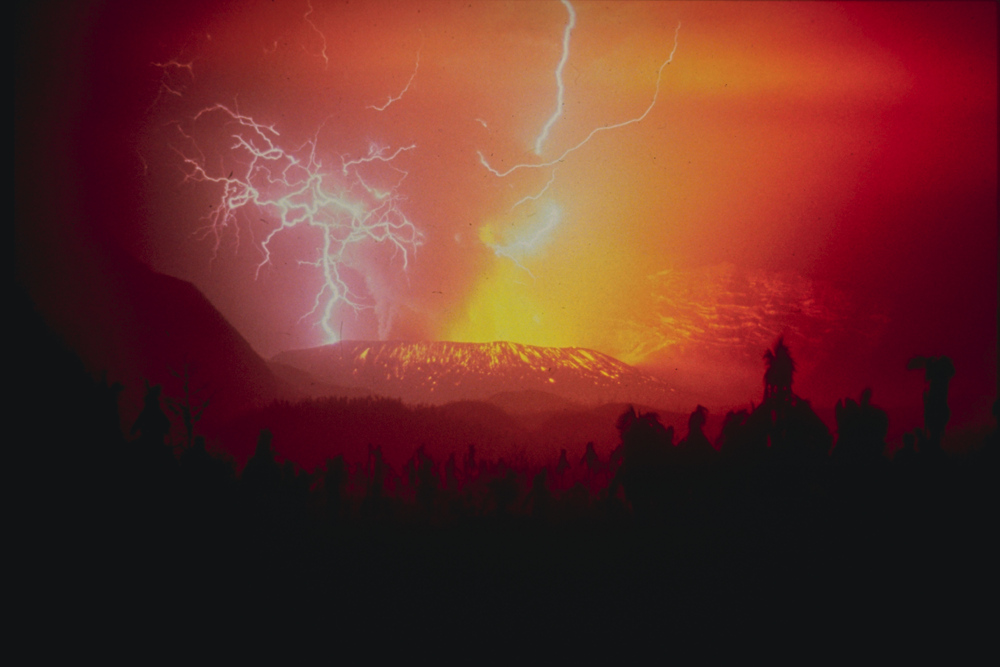
Il fenomeno del temporale eruttivo sopra il vulcano Galunggung in Indonesia

Un temporale eruttivo è un fenomeno meteorologico connesso alla formazione di fulmini in una colonna eruttiva.
Nel 1982 il fenomeno è avvenuto durante l'eruzione del Galunggung in Indonesia.
Un'altra famosa immagine del fenomeno è stata fotografata da Carlos Gutierrez in Cile sopra il vulcano Chaitén.
Uno studio pubblicato sul giornale Science, indica che le cariche elettriche sono generate quando frammenti rocciosi, ceneri e particelle di ghiaccio in una colonna eruttiva collidono, creando elettricità statica.